# Iwo Papazow
Iwo Papazow (bułg. Иво Папазов, właśc. Ibrahim Papazow; ur. 16 lutego 1952 w Kyrdżali) – bułgarski klarnecista pochodzenia romskiego.

## Życiorys
Urodził się w rodzinie romskiej, wyznania muzułmańskiego. W latach 80., kiedy w Bułgarii prowadzono kampanię odrodzenia narodowego, zmierzającą m.in. do zmiany imion i nazwisk na bułgarskie, Papazow przyjął imię Iwo. Członkowie jego rodziny od pokoleń grali na weselach. Papazow w młodym wieku porzucił naukę w technikum budowlanym i rozpoczął karierę muzyczną. Początkowo grał na akordeonie, ale wkrótce zamienił go na klarnet.
Wspólnie ze skrzypkiem Georgim Janewem, saksofonistą Jurim Junakowem i akordeonistami Neszko Neszewem, Iwanem Milewem i Peterem Ralczewem założył jeden z pierwszych zespołów grających na koncertach muzykę weselną, z elementami jazzu. Kilkakrotnie występował w USA, gdzie ukazał się album zespołu Papazowa, wydany przez Hannibal Records. W 2005 Papazow zdobył Nagrodę Publiczności rozgłośni BBC Radio 3.

## Dyskografia
- 1989: Orpheus Ascending
- 1991: Balkanology
- 2003: Fairground
- 2003: Панаир
- 2006: Каварненски буенек
- 2008: Танцът на Сокола